# العلاقات السعودية الموريتانية
العلاقات السعودية الموريتانية هي التي تجمع بين المملكة العربية السعودية والجمهورية الإسلامية الموريتانية. ولم تكن العلاقات السعودية الموريتانية حديثة عهد بل هي تاريخية ترجع إلى ما قبل نشأة الدولة الموريتانية الحديثة، حيث استقبلت السعودية سفراء بلاد شنقيط، الذين قدموا إلى البيت الحرام والمسجد النبوي بالمدينة المنورة. وقد أخذت العلاقات بالتطور شيئاً فشيئآ منذ أن أقيمت في عام 1972م، حيث أكد الجانبان في المحافل الدولية على عمق العلاقات الأخوية بينهم. وفي عام 2007 رفعت المملكة مستوى تمثيلها الدبلوماسي في نواكشوط إلى درجة سفير، وبرزت العلاقات بين الدولتين من خلال زيارة الأمير عبد العزيز بن عبد الله نائب وزير الخارجية آنذاك، التي وضع فيها حجر الأساس لمشروع جامعة جديدة شمال العاصمة الموريتانية نواكشوط التي وصلت تكلفتها إلى 30 مليون دولار أمريكي.
كما ساهمت المملكة في دعم التنمية الموريتانية بـ1.1 مليار دولار قدمها الصندوق السعودي للتنمية، والبنك الإسلامي للتنمية لدعم المشاريع التنموية، وقد وصل إجمالي ما تم تقديمه من الصندوق السعودي لنحو 16 مشروعاً إنمائياً في مختلف مجالات التنمية في موريتانيا نحو 447 مليون دولار، ومن بين هذه المشاريع شبكة الطرق المعبدة ومنها الطريق الرابط بين «كيفة» و«النعمة» وكذلك طريق «تجكجة» و «إطار» والتي تم تقدير تكلفتها بحوالي 325 مليون ريال.
وفيما يخص التعدين منح الصندوق السعودي للتنمية ثلاثة قروض لدعم هذا المجال، الأول بمبلغ 226 مليون ريال سعودي لتمويل استغلال مناجم "القلب"، والثاني بمبلغ 12 مليون ريال سعودي، كما قدم الصندوق حوالي 169 مليون ريال لتنمية مجال المياه الحضرية وتزويد نواكشوط بمياه الشرب. كما ساهم بمبلغ 487 مليون ريال لدعم مشاريع الطاقة.
وللجانب الزراعي نصيب من الدعم فقد ساهم الصندوق السعودي للتنمية، لموريتانيا بحوالي 127 مليون ريال سعودي ما يعادل 38 مليون دولار أمريكي لإعادة إصلاح بحيرة اركيز الزراعية بالجنوب الموريتاني.

## الزيارات المتبادلة بين البلدين
في ديسمبر 2018 م زار ولي العهد الأمير محمد بن سلمان موريتانيا لبحث سبل تعزيز العلاقات الثنائية بين البلدين وتأكيد الدعم السعودي للتنمية الموريتانية. أما في 2017م وقع العضو المنتدب نائب رئيس الصندوق السعودي للتنمية المهندس يوسف البسام خلال زيارته لموريتانيا ثلاثة اتفاقيات قروض ميسرة خصصت لعدد من المشاريع بما قيمته 135 مليون دولار أمريكي.
أما في مطلع عام 2012م فقد زارت وزيرة الخارجية سابقاً وزيرة التجارة حاليًا السيدة الناها بنت مكناس المملكة، وكان في استقبالها وزير الخارجية السابق الأمير سعود الفيصل، عقدت مداولات خلال زيارتها لبحث أوجه التعاون الثنائي بين البلدين، حيث أسفر عن تلك الاجتماعات إعلان وزير الخارجية السعودي الأمير سعود الفيصل «التزام المملكة العربية السعودية بدعم موريتانيا في كل المحافل وخصوصًا في اجتماعات شركاء التنمية».

## وصلات خارجية
- وزارة الخارجية السعودية (بالعربية).
- MINISTÈRE DES AFFAIRES ETRANGÈRES ET DES SÉNÉGALAIS DE L'EXTÉRIEUR (بالفرنسية).